# وزارت بهداشت (کویت)
وزارت بهداشت (انگلیسی: Ministry of Health) یکی از سازمان‌های دولتی کویت است که جزئی از کابینه این کشور محسوب می‌شود. وزیر فعلی این وزارتخانه احمد عبدالوهاب العوضی است.
این وزارتخانه که در سال ۱۹۳۶ تأسیس شده مسئول سلامت عمومی شهروندان و ساکنان کشور کویت و تدوین طرح سیاست‌های بهداشتی در کویت است.

## تاریخچه
سیستم مراقبت‌های بهداشتی در کویت به عنوان یک قانون نظارتی مدرن در سال ۱۹۴۴ آغاز شد، زمانی که شیخ احمد جابر الصباح قانونی را صادر کرد که دارای چهارده ماده بود و شامل امور سازمانی اداره بهداشت شورای سلامت علاوه بر اختیارات مدیر اداری سازمان و اختیارات مدیر فنی (پزشک ارشد) بهداشت در آن دوره می‌شد. در سال ۱۹۳۹، اولین کلینیک بهداشتی دولتی در کویت افتتاح شد و بعداً به مردان اختصاص یافت و کلینیک دیگری برای زنان ساخته شد، در حالی که در سال ۱۹۴۴ اولین کلینیک خصوصی برای زنان ساخته شد.
در سال ۱۹۴۴، دکتر حکمت الخواجه از سوی این اداره مأمور شد تا مسئولیت سلامت دانش‌آموزان مدارس، بهداشت عمومی در بازارها و معاینه فروشندگان و متصدیان مواد غذایی را بر عهده بگیرد. در سال ۱۹۴۷، دکتر ریاض مختار فرج، مدیر بهداشت دانش، برنامه‌هایی را برای آموزش و درمان دانش‌آموزان تدوین کرد و در هر مدرسه یک درمانگاه تأسیس نمود و سپس اداره بهداشت مدارس در سال ۱۹۵۱ تأسیس شد.

## فهرست وزیران
| نام                         | از        | تا         |
| --------------------------- | --------- | ---------- |
| عبدالله سالم الصباح         | ۱۹۳۶      | ۱۹۵۲       |
| فهد السالم الصباح           | ۱۹۵۲      | ۱۹۵۹       |
| صباح سالم الصباح            | ۱۹۵۹      | ۱۹۶۱       |
| عبدالعزیز حمد الصقر         | ۱۹۶۲      | ۱۹۶۳       |
| عبداللطیف ثنیان الغانم      | ۱۹۶۳      | ۱۹۶۵       |
| حمود یوسف النصف             | ۱۹۶۴      | ۱۹۶۵       |
| عبدالعزیز ابراهیم الفلیج    | ۱۹۶۵      | ۱۹۷۱       |
| عبدالرزاق مشاری العدوانی    | ۱۹۷۱      | ۱۹۷۵       |
| عبدالرحمان العوضی           | ۱۹۷۵      | ۱۹۸۸       |
| عبدالرزاق یوسف العبدالرزاق  | ۱۹۸۸      | ۱۹۹۰       |
| عبدالوهاب سلیمان الفوزان    | ۱۹۹۰      | ۱۹۹۴       |
| عبدالرحمن صالح المحیلان     | ۱۹۹۴      | ۱۹۹۵       |
| سعود الناصر الصباح          | ۱۹۹۶      | ۱۹۹۶       |
| انور عبدالله النوری         | ۱۹۹۶      | ۱۹۹۷       |
| عادل الصبیح                 | ۱۹۹۷      | ۱۹۹۹       |
| محمد أحمد الجارالله         | ۱۹۹۹      | ۲۰۰۵       |
| احمد الفهد                  | ۲۰۰۵      | ۲۰۰۵       |
| احمد عبدالله الاحمد الصباح  | ۲۰۰۶      | ۲۰۰۷       |
| معصومه المبارک              | مارس ۲۰۰۷ | اوت ۲۰۰۷   |
| عبدالله سعود المحیلبی       | اوت ۲۰۰۷  | اکتبر ۲۰۰۷ |
| عبدالله الطویل              | ۲۰۰۷      | ۲۰۰۸       |
| علی البراک                  | ۲۰۰۸      | ۲۰۰۹       |
| روضان الروضان               | ۲۰۰۹      | ۲۰۰۹       |
| هلال مساعد السایر           | ۲۰۰۹      | ۲۰۱۱       |
| محمد براک الهیفی            | ۲۰۱۲      | ۲۰۱۳       |
| محمد عبدالله المبارک الصباح | ۲۰۱۳      | ۲۰۱۴       |
| علی سعد العبیدی             | ۲۰۱۴      | ۲۰۱۶       |
| جمال الحربی                 | ۲۰۱۶      | ۲۰۱۷       |
| باسل حمود الصباح            | ۲۰۱۷      | ۲۰۲۱       |
| خالد السعید                 | ۲۰۲۱      | ۲۰۲۲       |
| احمد عبدالوهاب العوضی       | ۲۰۲۲      | تاکنون     |